# Leucandra prava
Leucandra prava är en svampdjursart som först beskrevs av Breitfuss 1898.  Leucandra prava ingår i släktet Leucandra och familjen Grantiidae.
Artens utbredningsområde är Portugal. Inga underarter finns listade i Catalogue of Life.